# Aleksandr Nikiszyn (hokeista)
Aleksandr Aleksandrowicz Nikiszyn, ros. Александр Александрович Никишин (ur. 2 października 2001 w Orle) – rosyjski hokeista, reprezentant Rosji, olimpijczyk.

## Kariera
- CSKA Moskwa do lat 16 (2016–2017)
- CSKA Moskwa do lat 17 (2017/2018)
- Krylja Sowietow Moskwa (2018-2019)
- MHK Spartak Moskwa (2019-2021)
- Spartak Moskwa (2019-2022)
  -  Chimik Woskriesiensk (2021)
- SKA Sankt Petersburg (2022-)

Wychowanek Atłanta Mytiszczi. Karierę rozwijał w klubach moskiewskich. Od 2019 w organizacji klubu Spartaka Moskwa. W tej strukturze grał w lidze juniorskiej MHL, a od 2019 w seniorskich rozgrywkach KHL, a ponadto epizodycznie też w lidze WHL. W maju 2020 przedłużył kontrakt ze Spartakiem o trzy lata. Pod koniec lipca 2022 ogłoszono jego transfer do SKA Sankt Petersburg.
W barwach reprezentacji Rosyjskiego Komitetu Olimpijskiego uczestniczył w turnieju zimowych igrzysk olimpijskich 2022.

## Sukcesy
Reprezentacyjne
- Srebrny medal zimowych igrzysk olimpijskich: 2022

Klubowe
- Złoty medal mistrzostw Rosji do lat 16: 2017 z CSKA

Indywidualne
- MHL (2018/2019):
  - Najlepszy obrońca miesiąca - październik 2017 (wschód)
  - Mecz Gwiazd MHL
- KHL (2022/2023):
  - Najlepszy obrońca miesiąca - wrzesień 2022[3], październik 2022[4], styczeń 2023[5]
  - Pierwsze miejsce w klasyfikacji asystentów w sezonie zasadniczym: 44 asysty
  - Pierwsze miejsce w klasyfikacji asystentów wśród obrońców w sezonie zasadniczym: 44 asysty
  - Pierwsze miejsce w klasyfikacji kanadyjskiej wśród obrońców w sezonie zasadniczym: 55 punktów
  - Najlepszy obrońca etapu - półfinały konferencji[6]
  - Trzecie miejsce w klasyfikacji strzelców wśród obrońców w fazie play-off: 4 gole
  - Piąte miejsce w klasyfikacji kanadyjskiej wśród obrońców w fazie play-off: 8 punktów
  - Złoty Kask (przyznawany sześciu zawodnikom wybranym do składu gwiazd sezonu)
- KHL (2023/2024):
  - Najlepszy obrońca miesiąca - październik 2023[7], styczeń 2024[8]
  - Pierwsze miejsce w klasyfikacji strzelców wśród obrońców w sezonie zasadniczym: 17 goli
  - Drugie miejsce w klasyfikacji asystentów wśród obrońców w sezonie zasadniczym: 39 asyst
  - Pierwsze miejsce w klasyfikacji kanadyjskiej wśród obrońców w sezonie zasadniczym: 56 punktów
  - Pierwsze miejsce w klasyfikacji +/- w sezonie zasadniczym: +32
  - Pierwsze miejsce w klasyfikacji średniego czasu gry w meczu wśród obrońców w sezonie zasadniczym: 24,15 min
  - Złoty Kask (przyznawany sześciu zawodnikom wybranym do składu gwiazd sezonu)
- KHL (2024/2025):
  - Drugie miejsce w klasyfikacji strzelców wśród obrońców w sezonie zasadniczym: 17 goli
  - Trzecie miejsce w klasyfikacji kanadyjskiej wśród obrońców w sezonie zasadniczym: 46 punktów
  - Pierwsze miejsce w klasyfikacji średniego czasu gry w meczu wśród obrońców w sezonie zasadniczym: 24,29 min
  - Pierwsze miejsce w klasyfikacji średniego czasu gry w meczu wśród obrońców w fazie play-off: 29,15 min
  - Złoty Kask (przyznawany sześciu zawodnikom wybranym do składu gwiazd sezonu)